# Szomor
Szomor là một thị trấn thuộc hạt Komárom-Esztergom, Hungary. Thị trấn này có diện tích 13,19 km², dân số năm 2010 là 1135 người, mật độ 86 người/km².